# Aaron’s Amphitheatre
Aaron’s Amphitheatre (auch Pace Amphitheater, Lakewood Amphitheatre, Coca-Cola Lakewood Amphitheatre oder HiFi Buys Amphitheatre) ist ein Amphitheater in Atlanta, Georgia.

## Geschichte und Nutzung
Das Veranstaltungsgelände befindet sich in den Lakewood Fairgrounds in den Lakewood Heights. Das Amphitheater wurde in den 1980er Jahren erbaut und kostete rund zehn Millionen US-Dollar. Es wurde im Juli 1989 eröffnet und befindet sich in Besitz der Stadtverwaltung von Atlanta. Live Nation Entertainment führt den Gebäudekomplex. Auf dem Campus traten schon international erfolgreiche Künstlers wie Eric Clapton, Fall Out Boy, Depeche Mode und Slipknot auf. Das Areal fasst 19.500 Besucher.